# Infraestructura d'hidrogen

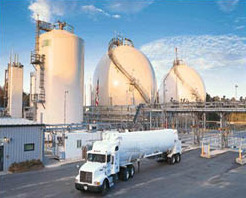
Un tràiler que transporta hidrogen des del punt de producció.

La infraestructura d'hidrogen es refereix a tots els elements estructurals que proveeixen els mecanismes per crear, transportar, emmagatzemar i abastar hidrogen.

## Canonades
El transport d'hidrogen es fa per mitjà de canonades. Els hidroductos s'usen per connectar el punt de producció d'hidrogen amb el punt de demanda. Els costos de transport per aquest mitjà són similars als del gas natural comprimit; no obstant això, en l'actualitat l'hidrogen normalment és produït a distàncies molt llargues del punt de lliurament. En el 2004 hi havia 1.450 km de canonades de transport d'hidrogen de baixa pressió als Estats Units i 1.500 km a Europa.

## Estacions d'hidrogen
Les estacions d'hidrogen normalment no es troben prop dels punts de producció d'hidrogen, així que l'obtenen per mitjà de tancs d'hidrogen, tràilers d'hidrogen comprimit o d'hidrogen líquid.